# Rivula concolor
Rivula concolor là một loài bướm đêm trong họ Erebidae.